# AAAWタッグ王座
AAAWタッグ王座（スリーエー・ダブリュー・タッグおうざ）は、Marvelousが管理、認定している王座。「AAAW」は「All Asia Athlete Women's」の略。

## 歴史
1996年11月1日、GAEA JAPANがシンガポール遠征の際、現地の日本人会からチャンピオンベルトを寄贈されたことでAAAWジュニアヘビー級タッグ王座を創設。11月2日、GAEAシンガポール・インドア・スタジアム大会で行われた初代王座決定戦に勝利した里村明衣子&加藤園子組が初代王者になった。
1998年7月、体重別階級廃止により、王座名をAAAWタッグ王座に変更。
2005年4月10日、GAEAの解散により封印。
2021年3月11日、王座が復活することを発表。6月13日、大田区総合体育館で開催されたGAEA JAPAN旗揚げ25周年記念興行「GAEAISM」でMarvelous（桃野美桜、門倉凛、星月芽依）、センダイガールズプロレスリング（DASH・チサコ、橋本千紘、岩田美香）によるAAAW王座全権争奪イリミネーションマッチが行われて最後は橋本と桃野の一騎打ちとなり、橋本が勝利してセンダイガールズが勝利してAAAW王座全権を獲得。
2022年1月10日、Marvelous後楽園ホール大会でMarvelousの彩羽匠、センダイガールズの橋本によるAAAW王座全権争奪マッチが行われて彩羽が勝利してMarvelousがAAAW王座全権を獲得。5月1日、Marvelous後楽園ホール大会で行われた第17代王座決定タッグリーグに優勝した門倉凛&青木いつ希組が第17代王者になった。

## 歴代王者

### AAAWジュニアヘビー級タッグ王座
| 歴代  | タッグチーム            | 戴冠回数 | 防衛回数 | 獲得日付      | 獲得場所 （対戦相手・その他）                              |
| ----- | ----------------------- | -------- | -------- | ------------- | ---------------------------------------------------------- |
| 初代  | 里村明衣子&加藤園子     | 1        | 3        | 1996年11月2日 | シンガポール・インドア・スタジアム シュガー佐藤&永島千佳世 |
| 第2代 | シュガー佐藤&永島千佳世 | 1        | 0        | 1998年3月29日 | 松下IMPホール                                              |

### AAAWタッグ王座
| 歴代   | タッグチーム                                  | 戴冠回数 | 防衛回数 | 獲得日付       | 獲得場所 （対戦相手・その他）            |
| ------ | --------------------------------------------- | -------- | -------- | -------------- | ---------------------------------------- |
| 第3代  | アジャコング&尾崎魔弓                         | 1        | 0        | 1998年8月23日  | 後楽園ホール                             |
| 第4代  | シュガー佐藤&永島千佳世                       | 2        | 3        | 1999年7月19日  | 後楽園ホール                             |
| 第5代  | 北斗晶&尾崎魔弓                               | 1        | 1        | 2000年12月17日 | 後楽園ホール                             |
| 第6代  | シュガー佐藤&永島千佳世                       | 3        | 0        | 2001年4月22日  | 大阪府立門真スポーツセンターサブアリーナ |
| 第7代  | 尾崎魔弓&KAORU                                | 1        | 1        | 2002年4月7日   | 横浜文化体育館                           |
| 第8代  | 里村明衣子&浜田文子                           | 1        | 1        | 2002年10月20日 | 横浜文化体育館                           |
| 第9代  | デビル雅美&アジャコング                       | 1        | 0        | 2003年2月11日  | 後楽園ホール                             |
| 第10代 | 里村明衣子&永島千佳世                         | 1        | 1        | 2003年9月23日  | 後楽園ホール                             |
| 第11代 | 植松☆輝 （植松寿絵&輝優優）                   | 1        | 3        | 2004年2月17日  | 後楽園ホール                             |
| 第12代 | シュガー佐藤&永島千佳世                       | 4        | 0        | 2004年3月21日  | 後楽園ホール                             |
| 第13代 | クラッシュ2000 （長与千種&ライオネス飛鳥）    | 1        | 0        | 2004年4月30日  | 国立代々木競技場第二体育館               |
| 第14代 | Wコング （アジャコング&アメージング・コング） | 1        | 2        | 2004年5月5日   | 後楽園ホール                             |
| 第15代 | 豊田真奈美&カルロス天野                       | 1        | 0        | 2004年9月20日  | 後楽園ホール                             |
| 第16代 | 植松☆輝 （植松寿絵&輝優優）                   | 2        | 0        | 2005年4月3日   | 横浜文化体育館 2005年4月10日封印         |
| 第17代 | 青木と門倉 （門倉凛&青木いつ希）              | 1        | 1        | 2022年5月1日   | 後楽園ホール 渡辺智子&伊藤薫             |
| 第18代 | ちっかたっく （永島千佳世&彩羽匠）            | 1        | 2        | 2022年9月16日  | 新木場1stRING                            |
| 第19代 | マゼンタ （Maria&川畑梨瑚）                   | 1        | 1        | 2023年12月10日 | 後楽園ホール                             |
| 第20代 | チーム200kg （橋本千紘&優宇）                 | 1        | 1        | 2024年8月8日   | 後楽園ホール                             |
| 第21代 | ボブボブモモバナナ （桃野美桜&岡優里佳）      | 1        | 1        | 2024年10月27日 | 名古屋国際会議場イベントホール           |
| 第22代 | チームパワースポット／H2D （水波綾&加藤園子） | 1        | 1        | 2025年2月9日   | 新宿FACE                                 |
| 第23代 | 彩羽匠&Sareee                                 | 1        | 1        | 2025年5月20日  | 新木場1stRING                            |